# Ovando
Ovando is een plaats (census-designated place) in de Amerikaanse staat Montana, en valt bestuurlijk gezien onder Powell County.

## Demografie
Bij de volkstelling in 2000 werd het aantal inwoners vastgesteld op 71.

## Geografie
Volgens het United States Census Bureau beslaat de plaats een oppervlakte van
23,7 km², waarvan 23,4 km² land en 0,3 km² water. Ovando ligt op ongeveer 1246 m boven zeeniveau.

## Plaatsen in de nabije omgeving
De onderstaande figuur toont nabijgelegen plaatsen in een straal van 52 km rond Ovando.